# 種痘

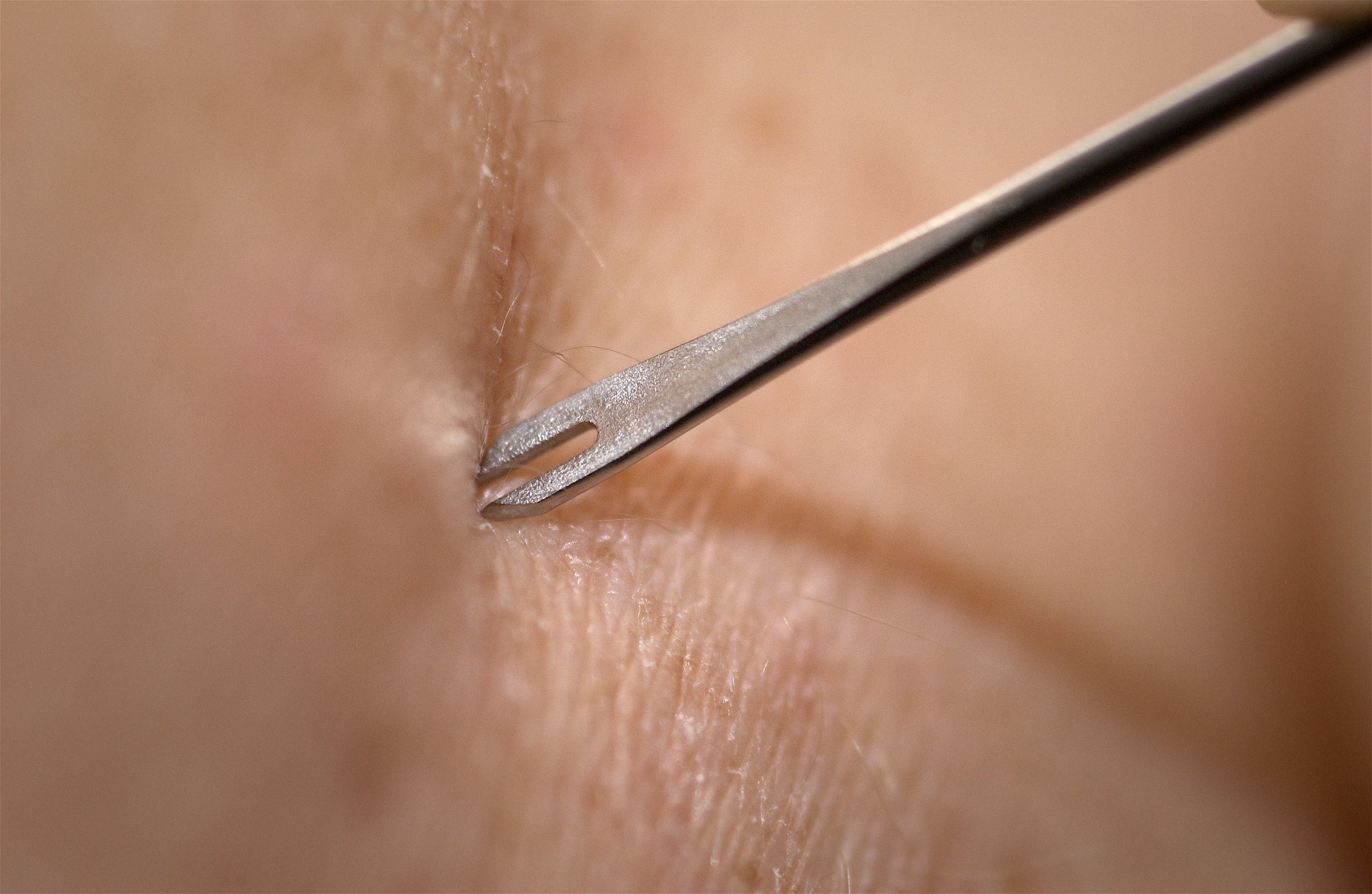
二又針を使った種痘の接種
もはや天然痘ウイルス自体は含まれていない

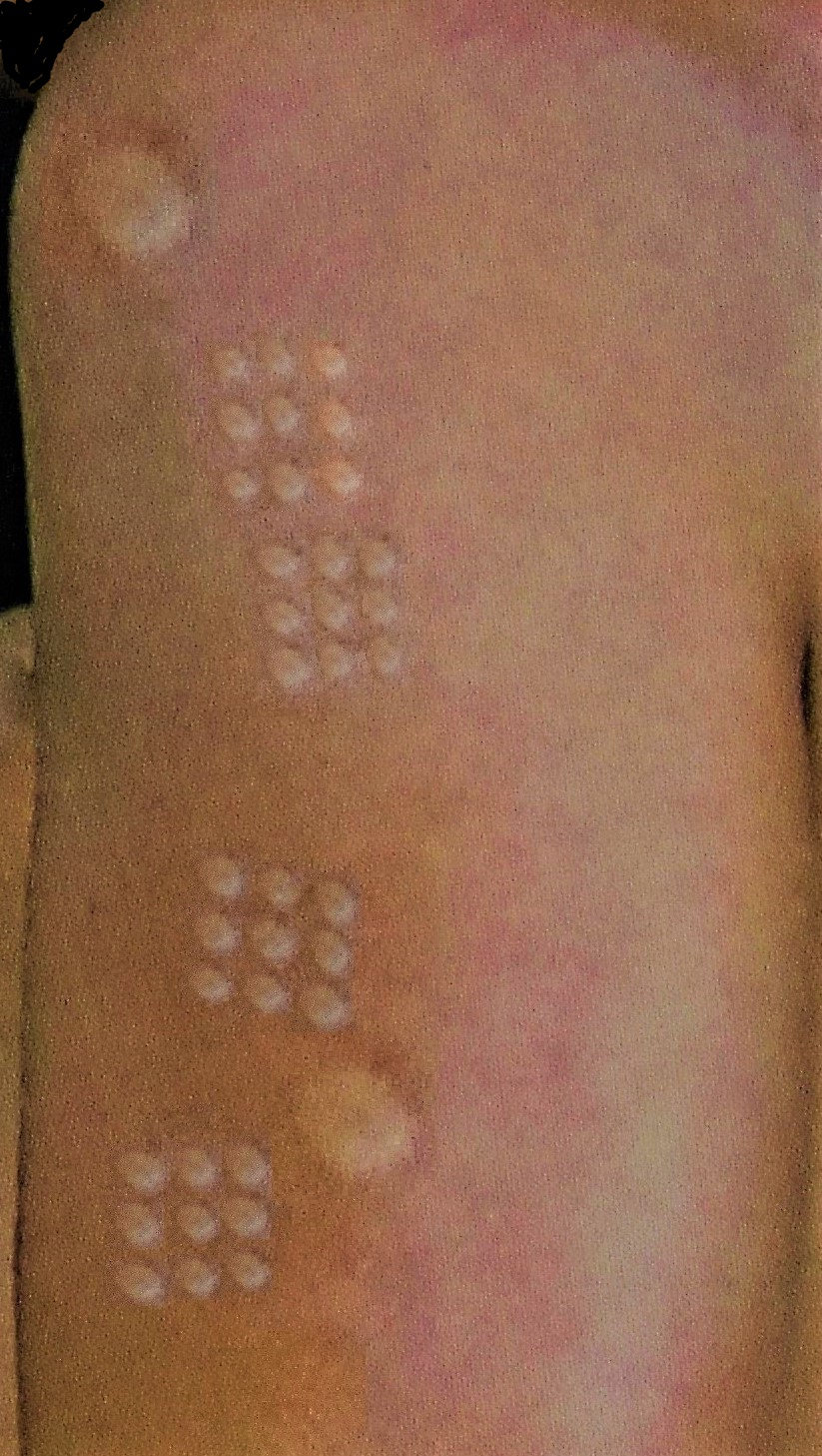
左肩前部と左上腕中央より下部に計2回の種痘接種を受けて終生残る直径2cm以上の瘢痕（9個規則的に並ぶものはBCG接種の瘢痕）。下部の跡は1歳時の接種痕で肩前部の跡は6歳時の接種痕である。1948年以降、日本では右肩付近に接種するのが一般的だったが、このように、左上腕の下部に接種された例もごく稀に見かける（写真は1969年生まれの女性の左腕に見られるもので予防接種の跡が全て左腕～肩に集中している）。日本は1975年度生まれ迄が種痘を受けた世代である。

種痘（しゅとう）とは、天然痘の予防接種のことである。ワクチンを皮内に接種する。今日ではY字型の器具（二又針）に付着させて人の上腕部に刺し、傷を付けて皮内に接種する手法が一般的である。1980年に天然痘ウイルスは撲滅され、自然界に存在しないものとされているため、1976年を境に日本では実施されていない。

## ワクチン
古くから西アジアや中国では、天然痘患者の膿を健康人に接種して軽度の天然痘を起こさせて免疫を得る人痘法が行なわれていた。中国清代の乾隆帝時代刊行された『医宗金鑑』（1742年）に様々な人痘法が記されており、これが長崎へ伝わり、秋月藩医緒方春朔による人痘法の実践（後述）につながった。だが数%の重症化する例もあり、安全性は充分でなかった。1796年にイングランドの医師エドワード・ジェンナーは、ウシが飼育されている家や地域では牛痘にかかると天然痘にならないという伝聞に着目した。これの膿を用いた安全な牛痘法を考案し、これが世界中に広まり、天然痘の流行の抑制に効果を発揮した。ワクチンという言葉もこの時用いられたものである。
「Vaccinia virus、ワクチニアウイルス（ワクシニアウイルス）」と呼ばれ、ラテン語のVacca（ワッカ = 雌牛）が名の由来であり、ワクチン（vaccine）、ワクチン接種（vaccination）の語源になっている。
しかし、のちの研究で牛痘ウイルスと天然痘ウイルスには免疫交差の作用がないことが判明した。実際には牛痘の膿に混じっていた別のウイルスによるものであり、したがってジェンナーが天然痘ワクチンを生み出せたのは偶然によるものだった。由来については長年不明だった。しかし、1902年の天然痘ワクチン試料のDNAの解析によって、馬痘ウイルス (horsepox virus) と99.7%類似していることが示され、馬痘ウイルスもしくはその近縁種であったことが判明している。ワクチニアウイルス研究の第一人者であるデリック・バックスビー（Derrick Baxby）は、馬痘ウイルス由来を支持し、馬痘ウイルスに感染し馬の踵の部分にできる炎症で脂肪の「馬のグリース」が由来だとした。馬のグリースに接触し感染した人に免疫ができていることを、実際に天然痘を接種し証明した。しかし、馬痘ウイルスが馬を自然宿主としているのか、他の動物から馬に感染したのかは未だに不明である。

## 日本への伝来と普及
日本では江戸時代後期の1789年、長崎で医術を学んだ秋月藩医の緒方春朔が大庄屋・天野甚左衛門の子供たちに人痘法で接種して成功させた。これはジェンナーが考案した牛痘を用いる方法ではなく、天然痘の瘡蓋（かさぶた）の粉末にして鼻孔に吹き入れる方法に、緒方自身が改良を加えたものだった。
1810年、ロシアに拉致された中川五郎治が、帰国後に牛痘を用いた種痘法を伝えた。文政7年（1824年）、田中正右偉門の娘イクに施したのが日本初の種痘術である。この頃、蝦夷地（現在の北海道）では天然痘の大流行が3度起っており、このとき彼が種痘を施したとみられる。しかし五郎治は種痘法を秘術とし、ほとんど伝えなかったため、知る者は少数であった。彼の入手した種痘書は江戸幕府の訳官・馬場佐十郎によって文政3年（1820年）に和訳されている。
その後、種痘の技術は箱館（現在の北海道函館市）の医師、高木啓蔵、白鳥雄蔵などにより、秋田、さらには京都に伝達された。これとは別に1813年に同じくロシアから帰国した安芸国の漂流民・久蔵が種痘法を覚え、種痘苗をガラスの器に入れて持ち帰った。彼は、その効果を広島藩や藩主の浅野斉賢に進言しているが一笑され、接種に至らなかった。
また、1831年には柴田方庵が長崎で、フィリップ・フランツ・フォン・シーボルトの門人たちやオランダ軍医オットー・モーニッケに最新の西洋医学を学び、各地に広めた。

### 牛痘苗の輸入
1823年に長崎出島にやって来たオランダ商館の医師フィリップ・フランツ・フォン・シーボルトは、直後にオランダ領東インド（現在のインドネシア）のバタヴィアから持参した牛痘苗を用いて種痘を行ったが、成功しなかった。彼は翌年には鳴滝塾を開き、日本中から集まる医師たちに西洋医学を教授する。1826年の江戸参府の際には、再度輸入した痘苗を用いて種痘術を実演し、種痘の知識や具体的な手順を伝えたが、この際も痘苗が活着することはなかった。
天保9年（1838年）から天保13年（1842年）にかけて紀伊国（和歌山県）熊野地方で天然痘が猛威を振るった。これを目の当たりにした紀州出身の京の医者小山肆成は、家宝の刀などの家財を売り払って実験用の牛を購入し、妻を実験台にして牛痘による種痘法の研究に没頭した。小山は弘化4年（1847年）に牛痘法の書『引痘略』を、さらに『引痘新法全書』を著した。 
福井藩（福井県）の町医者笠原良策は、その前年の弘化3年（1846年）に藩に対し牛痘苗を海外から入手する請願書を出したが、不採用となっていた。笠原は嘉永元年（1848年）12月にも再度請願書を出し、従来のようなオランダ船経由では痘苗が活着しないため、清国から取寄せることを進言した。藩主松平春嶽はこれを受け入れ幕府に請願した。老中阿部正弘は長崎奉行大屋明啓にこれを伝達した。
長崎奉行の大屋からオランダ商館に要望が伝達され、嘉永元年のオランダ商館医オットー・モーニッケの来日赴任の際にモーニッケが牛痘を持参したが、これは上手くいかず、翌年に再度バタヴィアから取り寄せた。
一方、シーボルトの門人で鳴滝塾に学び、当時佐賀藩医であった伊東玄朴も痘苗の入手を藩に進言した。佐賀藩もまた出島のオランダ商館にこれを依頼していた。佐賀藩では1846年、藩医の牧春堂が上記の同名の『引痘新法全書』で牛痘の効果を説いていた。
嘉永2年（1849年）6月、バタヴィアから長崎に再度もたらされた牛痘苗を用いて、モーニッケによって佐賀藩医の楢林宗建やオランダ通詞らの息子たち計3人に種痘が施され、その一人が善感した。この痘苗は、長崎・佐賀を起点として複数の蘭方医たちを中心とするネットワークによって、6か月ほどの短い間に京都・大阪、江戸、福井へと伝播した。京都の日野鼎哉と桐山元中から依頼を受けていた長崎の唐通事頴川四郎八は、自分の孫に種痘を施した。そこから得られた痘痂8粒を瓶に納めて9月6日に京都の日野に向け発送し、同月16日に日野の手に届いた。これを日野は自分の孫に試すが上手く行かず、最後の一粒を桐山の息子に接種したところ、これは上手く行った。これを元に同年10月、笠原良策と日野鼎哉が京都に「除痘館」を開設した。京都の噂を聞きつけた緒方洪庵が翌11月初めに京都を訪ねるが、前出の経緯により痘苗は「福井藩の所有物」であったため、医師個人の権限での安易なやり取りには問題があったが、日野や笠原らと緒方は話し合い、当時は人から人へ移し続けることでしか保存できなかった痘苗を途絶えさせないためにも、なるべく多くの場所で運営保存することによりこれを相互のバックアップとする、という大義名分を考え出した。これにより笠原・日野・緒方は6日に大坂に赴き、翌日の7日に「除痘館」を開設した。
佐賀藩では、8月には藩医楢林宗建が痘母となる子供をつれて佐賀に到着し、藩医の子らに接種した。佐賀藩は幕府から長崎警備を命じられていて西洋の情報収集や西洋医学の習得に熱心で、楢林宗建も長崎詰であった。伊東玄朴の進言を受けた藩主鍋島直正は宗建に牛痘苗の入手を命じて実現すると、子の淳一郎（後の鍋島直大）にも接種させた。同時期に種痘事業を担当する引痘方が設けられて医師11人が配され、医師の出張・宿泊費を藩が支給して無料で藩領に接種が開始された。並行して熟達した医師に種痘医業免札を発行する制度が導入された。10月に佐賀藩江戸藩邸の伊東玄朴に送られた痘苗から、関東・東北地方の各地に広がることになる。
笠原良策は京都での種痘活動、大阪の「除痘館」の開設に関わったのち、福井藩への輸送を試みる。当時の種痘は子供から子供に7日目毎に植え継ぐ方法しかなかった。同年11月下旬、笠原らは子供とその親の総勢十数名を引き連れて京を出立し、雪深い栃ノ木峠をかき分け越え、福井藩のある越前国へ痘苗を持ち帰った。笠原は福井城下自宅の隣家にて帰国した当日から種痘を開始し、接種と鑑定方法を熟知することを条件に、越前国内の府中、鯖江、大野、敦賀のほか隣国加賀藩（石川県・富山県）の大聖寺、金沢、富山などへと分苗していった。その後、福井藩は嘉永4年（1851年）10月、70名を超える藩医・町医を組織した「除痘館」を開設した。
富山藩では、1840年代後半、前藩主である前田利保が種痘を聞くに及び、藩医の横地元丈を江戸に派遣、情報収集と種痘技術の習得を行わせた。1850年（嘉永3年）、富山に戻った横地元丈は自分の子供に接種した。翌年、藩内で天然痘が藩内で猛威を振るうと、前田利保自ら種痘の有効性を説き、普及に努めた。
江戸では嘉永2年（1849年）3月に、既得権益を守りたい、または用例が未だ少ない蘭方医学に対する不信感を持つ漢方医（多紀元堅ら医学館の関係者）らの働きかけから「蘭方医学禁止令」が布達された影響もあり、普及は遅れた。しかし種痘の需要は、下からの要望という形で増えていく。同年に医師の桑田立斎は『牛痘發蒙』という啓蒙書を出版している。立斎は江戸に牛痘苗が伝わるより前に、人痘法で種痘を行っていた桑田玄真の養子であり、坪井信道の門下生であった。
幕臣で世襲の伊豆国韮山代官であった江川英龍は蘭学知識人として知られていた。嘉永3年（1850年）1月、伊東玄朴に依頼して息子江川英敏と娘卓子に種痘を施させた。この結果を良好とみた江川は、部下の医師肥田春安にさらに試行を行わせた上で、伊豆地域の自身の支配領内に『西洋種痘法の告諭』を発した。肥田と助手が村々を回り、領民に種痘を施していった。この「西洋種痘法の告諭」の中で江川は、自身の子供二人にも施したことに触れた上で、当時の民衆の間で流布していた、種痘に対する得体の知れないものへの恐怖、迷信、噂などを打ち消そうとした。
同じく幕府直轄領であった蝦夷地でもアイヌの間に度々大規模な流行があり、1807年の流行の際にはアイヌ総人口の4割強が死亡した、とも伝わる。これを阻止するため、箱館奉行の村垣範正が安政4年（1857年）に幕府に種痘の出来る医師の派遣を要請した。桑田立斎と深瀬洋春らが派遣され、国後場所にまで至る大規模かつ強制的な種痘が行われ、アイヌの人口の半数が種痘を受けたと伝わる。これが世界初の、ある地域を対象とした天然痘根絶のための強制・義務による一斉種痘施術とされる。当時の状況を描いた平沢屏山筆『種痘施行図』がある。
このように、幕府支配地域での種痘に対する要望が増したこと、すなわち幕府として種痘医の養成が急務となったこと、および江戸での急速な開化ムードも後押しし、安政5年（1858年）に蘭方（蘭学）解禁となった。江戸幕府第13代将軍・徳川家定の脚気による重態に際し、7月3日に漢方医の青木春岱と遠田澄庵と共に伊東玄朴や戸塚静海らの蘭方医が奥医師（幕府の医官）に登用された。同7日には玄朴の戦略的な進言により伊東貫斎と竹内玄同の増員に成功した。これにより蘭方内科奥医師は4名となり、さらに同年10月16日、時のコレラ流行を利用して松本良甫、吉田収庵、伊東玄圭らを公儀の蘭方医として採用させた。すなわち幕府（将軍）が自ら、蘭学・蘭方医学にお墨付きを与えた形となった。これら蘭学解禁の世相の中で伊東玄朴・戸塚・箕作らは川路聖謨を通して幕閣に働きかけ、安政5年正月に種痘所開設の許可が下った。伊東玄朴、戸塚、桑田、箕作阮甫、林洞海、石井宗謙、大槻俊斎、杉田玄端・手塚良仙ら蘭方医83名の資金拠出により、同年5月7日、神田松枝町（現・東京都千代田区神田岩本町2丁目）にあった川路聖謨の神田於玉ヶ池の屋敷内に「お玉が池種痘所」が設立された（東京大学の前身）。この種痘所は後に幕府直轄の「西洋医学所」とされた。
上州館林藩では長澤理玄が江戸に上り嘉永2年（1849年）に桑田立斎の弟子となり、嘉永4年（1851年）に種痘法を持ち帰ったが、藩主秋元志朝の命を受けてなお、藩の上下の者は皆、種痘を受けることを恐れた。理玄は普及を急き焦り、親の承諾も得ずに通りすがりの子供に施術するなどして益々反対派を増やしてしまった。翌年には藩飛び地の羽州（山形県）漆山へ赴き、同地でも種痘施術を行った。元々、秋元家は山形藩から館林に移されたばかりであり、山形では医師であった理玄の父の名声も高かったことから、種痘は普及した。また館林では家老の岡谷瑳磨介が率先して自身の子供4人に受けさせた。この後、種痘に反対していた重臣の子供らは次々と天然痘に罹ったが、岡谷の子供らは大丈夫であった。確実な効果を目の当たりにしたこれ以降、他の藩士や領民も進んで種痘を受けるようになった。のち藩は岡谷の献策により、理玄を中心とした大規模な医療施設を設け、さらに館林藩は藩内の幼児全てに種痘を受けさせることを義務化した。
こうして全国に広まっていくと同時に、もぐりのいい加減な施術を行う牛痘種痘法者が現れた。緒方洪庵らは「除痘館」のみを国家公認の唯一の牛痘種痘法治療所として認められるよう奔走していた。安政5年4月24日（1858年6月5日）、洪庵の天然痘予防の活動に対し、大坂町奉行の戸田氏栄を通して幕府からの公認が行われ、牛痘種痘は免許制とされた。
当時は、牛痘に対して「打ったところから牛の頭が生える」「四つ足で歩くようになる」といった迷信も流行した。

### 明治維新後
その後の1870年、明治維新後の新政府もまた種痘医の免許制度を定め、種痘の推進および痘苗の頒布を行うこととし、当時種痘が盛んであった大村藩出身で、洪庵の弟子の長与専斎を責任者とした。長与は「再帰牛痘苗」の製造に成功し痘苗の安定供給の道を拓き、「牛痘種継所」を設けて日本各地へ配布できるシステムを整備した。
政府は1874年に定期の種痘を定めた文部省告示「種痘規則」を布達、1876年に「天然痘予防規則」が制定され、1909年の「種痘法」によって国民に定着した。1884年（明治18年）には、東京神田の医師角倉賀道は私費を投じて日本最大級の牧場を開設、天然痘ワクチンの増産に務めた。このような民間の活動が全国的なムーブメントとなって撲滅への礎となった。
種痘法（明治42年法律35号）は1909年4月14日公布、1910年1月1日施行、全文20条で、その規定内容は、定期種痘および臨時種痘の実施、市町村の定期種痘の実施義務、種痘を受けるべき者の保護者の義務、医師の種痘証、痘瘡経過証、違反者に対する罰則である。なお関係法規として、種痘法施行規則（明治42年内務省令26号）、種痘施術心得（明治42年内務省告示179号）、種痘法第八条ニ依ル符号記入方（明治42年司法省令22号）、伝染病研究所痘苗、血清等販売規程（大正4年文部省令13号）、痘苗及血清其他細菌学的予防治療品製造取締規則（明治36年内務省令5号）があり、植民地においては特別法規が実施された。
1948年（昭和23年）施行の予防接種法では計3回の定期接種が義務付けられ、初回を「生後2箇月～12箇月に至る期間」、第2期を「小学校入学前6箇月以内」、第3期を「小学校卒業前6箇月以内」と定めていた。これは、1970年代に若干の時期の見直しが図られるまで継続した。接種を受けた者は7日後に検診を受け、接種箇所に発赤・腫脹・膿疱等の病変がみられなかった場合には「不善感」（免疫の効果がついていない）とみなされ、直ちに再接種を受ける事が義務付けられていた。再接種後も再度不善感となった場合は、再々接種を免除された。初回接種では殆どの者に免疫が無いので善感し接種部位には大きい瘢痕が残る場合が大半であったが、第2期・第3期に於いては前回接種時の免疫が残っていて不善感を繰り返して免除となる事例が散見された。定期接種廃止時期から計算すると3回の接種を受けた世代は1963年（昭和38年）度生まれまで、2回の接種を受けた世代は1969年（昭和44年）度生まれまでであるが、再接種により善感した場合でも前回接種時の免疫の残り方によっては局所の病変が軽微で瘢痕形成に至らない場合も多かった。上記理由により、複数回の接種を受けた世代でも必ずしもその回数分の瘢痕が残っているとは限らず、瘢痕の個数から世代を特定する事は困難である。
天然痘の撲滅が確認されたのは1980年（昭和55年）であるが、1976年（昭和51年）6月19日に予防接種法が改正されており、それ以降日本では基本的に接種は行われておらず、1975年（昭和50年）度生まれが定期接種を受けた最後の世代である。したがって1974年（昭和49年）7月（昭和49年度初期）以降の生まれの場合、種痘を受けていない人も存在することになる。

### 接種法と接種部位の変遷

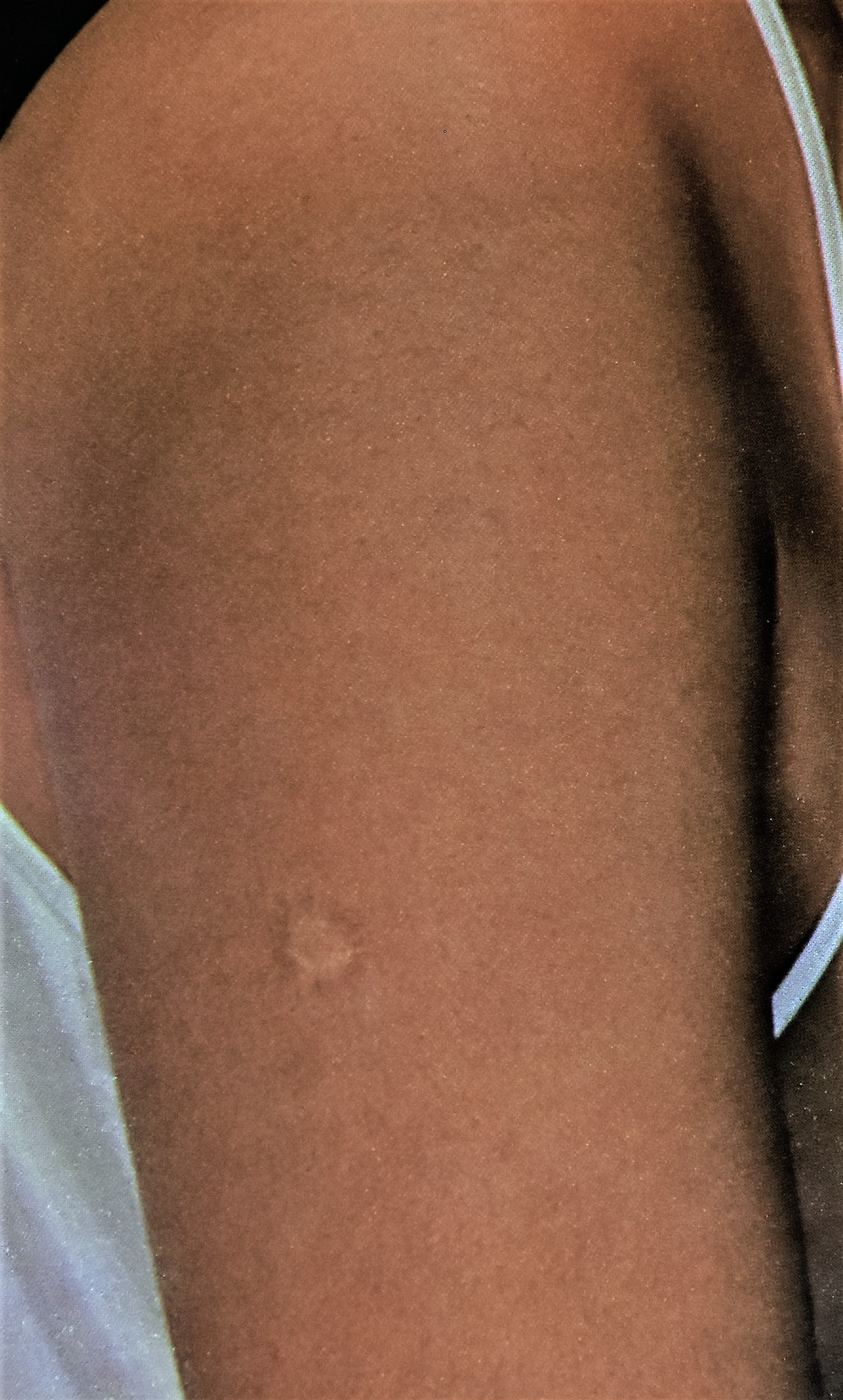
右上腕三角筋下部に接種を受けて残った瘢痕（1974年接種の跡）。直径2 cm程度の定型的な種痘瘢痕である。この部位への接種によりケロイド化のリスクは低くなるが、袖の短い服装では容易に露出してしまい、一部の女性にとっては悩みの種となっている。

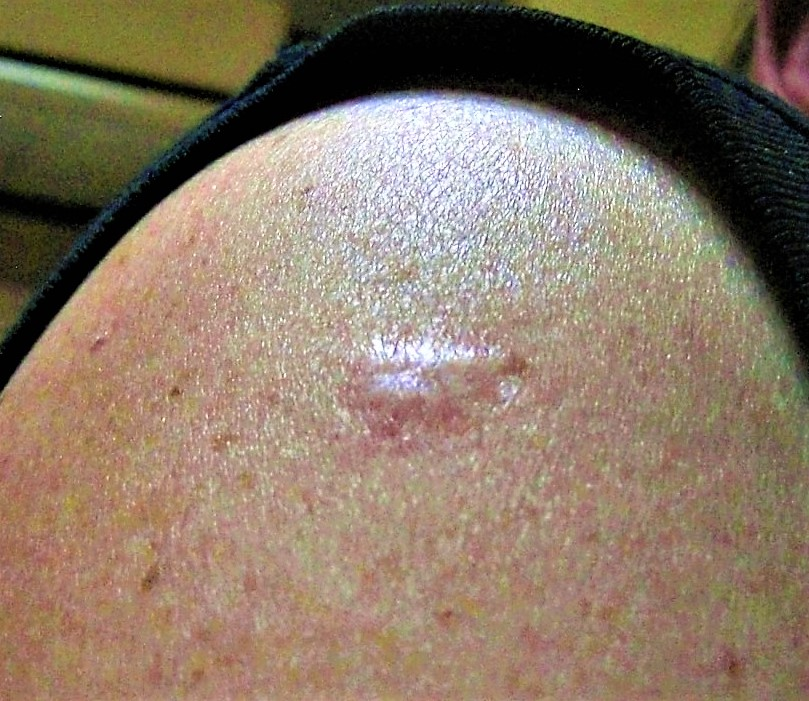
右肩付近に接種された種痘の跡が肥厚性瘢痕となったもの。瘢痕ケロイドにまでは至らなかったものの、接種後数十年を経てなお赤みを帯びて盛り上がっており掻痒感を伴う。

日本に種痘が伝搬して以降1947年頃までは、基本的に右上腕の4箇所にランセットで十字型に傷を付け、そこに痘苗を植え込む「切皮法」によっていた。1948年頃から前掲の写真にある二又針で右上腕の1箇所のみに傷を付ける「乱刺法」に変更された。いずれの方法でも接種後数日で接種箇所に膿疱を生じ、約30日後に痂皮となり、痂皮が脱落した後に通常は直径1 - 3 cm程度の目立つ瘢痕が残り終生消えない。
1950年代 - 60年代頃には、主に女性の美容上の観点から、時として直径3 cmにも及ぶ醜い瘢痕が上腕の目立つ箇所に残るのが嫌われ、できる限り露出する機会の少ない右肩に接種される傾向が多く見られた。しかし肩はケロイドの好発部位であり、同時期に同様の理由からBCGを左肩に接種されてケロイドとなる例が多発し問題視され、右肩に接種された種痘においてもBCGの半数程度の頻度ではあるが時折ケロイドを形成した例があった。顕著な事象としては左肩に接種された種痘により13 cm ×7 cm大のケロイドを生じた例が報告されている。これらの結果を受けて1970年代になると接種部位を右上腕三角筋下部付近に下げる傾向が見られるようになったが、基本的には上腕中央より上部に接種するのが通例であった。
尚、1958年（昭和33年）施行の予防接種実施規則によれば、初回の接種部位は「右上腕伸側又は右肩部」、第2期以降の接種部位は「左上腕伸側」と定められていたがこれは徹底が図られておらず、前述の美容上の観点から瘢痕が目立たない箇所への接種を求められる風潮が強かった為に、第2期以降も右肩部にある初回接種時の瘢痕に近接して接種する事例が非常に多かった。左上腕部に瘢痕が残っている者が極めて稀なのは、上記の実情による。ただし、実施規則を無視されて初回接種の瘢痕が左肩にあった場合は第2期以降も左肩部に集中して接種された事例も散見される。いずれにしても、複数回の接種は初回接種時の瘢痕部位付近に集中させて、反対側の腕又は肩には全く瘢痕が残っていない事例が非常に多く見られる。
前掲1点目の瘢痕の写真は1969年生まれの女性の左上腕から肩部に見られるもので、下側の跡が1970年の初回接種痕だが、極端に下部、上腕の肘から上5分の2程度の部位に接種された非常に稀な例である。また、同写真の肩前部の跡は定期接種最末期の1975年の第2期接種痕だが、末期に至ってもケロイド防止の為に肩への接種を避ける方針が徹底されていなかった事が判る。種痘・BCGのいずれも非常に明瞭な瘢痕が残っており、体質により瘢痕の残り方に差異がある事を示す顕著な例である。

### 瘢痕の特徴

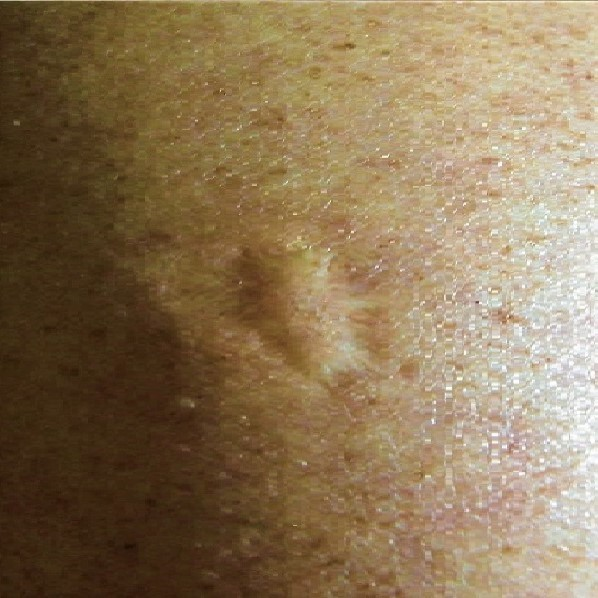
定型的な種痘瘢痕。これは1973年に通常はBCGの接種部位である左上腕下部に種痘接種を受けた跡だが、皮内注射法時代のBCG瘢痕とは明らかに異なる外観を呈する。

1967年以前に実施されていたBCG皮内注射法による瘢痕との相違は、BCGでケロイドを生じなかった場合、瘢痕全体が陥没し、瘢痕面自体は平滑で色調も均一であるのに対し、定型的な種痘瘢痕では瘢痕外縁部のみが陥没して周囲の正常な皮膚よりも濃い色を呈し、瘢痕中心部分は肥厚して光沢を放ち、周囲の皮膚よりむしろ薄い色を呈する点（画像参照）と、BCGは基本的に左上腕に接種され、右上腕に接種された例は極めて稀である点で区別できる。ただし、種痘を左上腕に接種された例は少ないながらも一定数確認されている。また、2000年代頃から「種痘の跡で年齢がバレる」等の話題がインターネット上で取り上げられるようになり、主に女性にとっては悩みの種となっている。なお、美容整形外科のホームページ等でも施術例として「種痘の跡を切除」という内容があるので、種痘の跡にコンプレックスを感じている女性は一定数いるものと推察される。

### 種痘後脳炎
種痘は天然痘の撲滅に貢献した。だが、種痘後に脳炎を起こす事例が頻発し、「種痘後脳炎」と呼ばれるようになった。1940年代後半には医師の間では広く知られるようになっており、その被害規模は無視できない数にのぼり、1947年と1948年の強力痘苗だけに限定しても、犠牲者はおよそ600人と推計されており、天然痘のこの2年間の患者数405人を超えていた。医原病である。
さらに犠牲者のほとんどは乳幼児であり、子供を失ったり、脳の正常な機能は失われてしまい障害者となってしまった子供を抱えたりした被害者は、接種を強制した日本の行政から何ら援助も保障も提供されなかった。
1970年6月には、種痘後に脳症となる被害者が新聞で取り上げられるようになり、半年間で200人を超える規模と報道された。国立予防衛生研究所は、1970年代においてもジェンナーが種痘ワクチンを開発して以来、製造法が進歩していないことを指摘。さらに製造過程で多数の雑菌が入り込んでいる状況も指摘している。
また、1970年には、北海道小樽市の種痘後遺症被害者が日本の行政機関を相手取り、損害賠償の訴訟を起こした。同時期に立ち上がった「全国予防接種事故防止推進会」の精力的な活動も幸いして、「種痘禍」は報道機関でも取り上げられ、その実態が国民に広く知られるようになった。1972年の夏頃に種痘の集団接種は一部地域で中止され、同時に希望者のみの個別接種方式の導入と接種年齢見直しが図られた。

## 現在の種痘接種

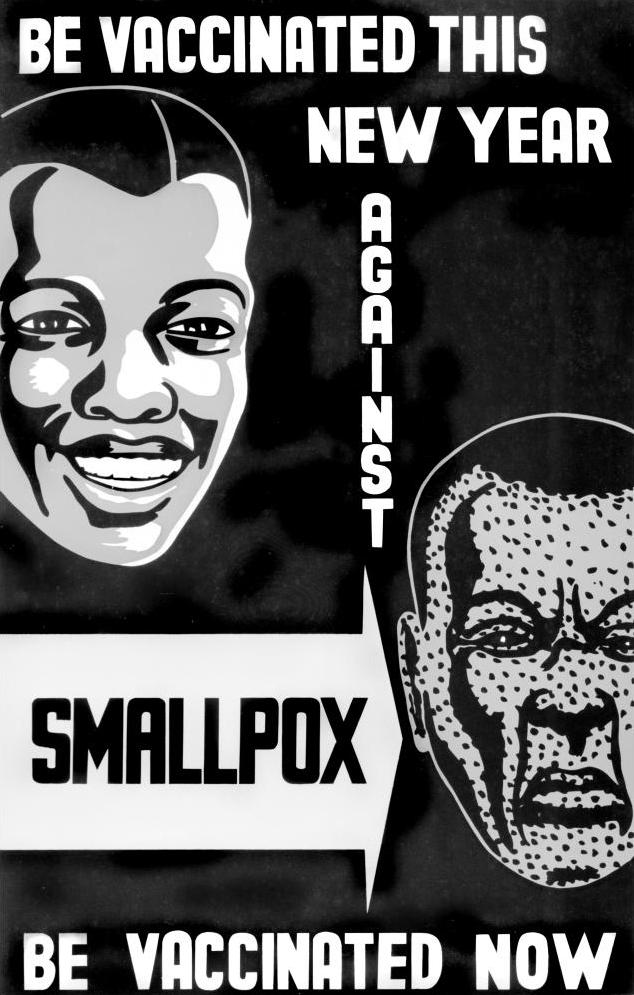
天然痘の予防接種を促すポスター

天然痘が撲滅されたことから一般には行われていないが、生物兵器の対策として、現在も軍隊で主に海外派遣される隊員に対しては集団接種が行われることがある。自衛隊の場合は、2002年から2005年にかけて、イラクへ派遣される自衛隊員に対して集団接種が行われた。なお、免疫力の低下した人やアトピー性皮膚炎の既往がある場合は天然痘様の症状を起こすことがあるため接種は禁忌であり、また接種後しばらくは外部に接触しないように留意する必要がある。

## 関連書籍
- 『北天の星』（吉村昭） ISBN 4-06-264840-7 五郎治が主人公の小説。
- 『花渡る海』（吉村昭） ISBN 4-12-001434-7 久蔵が主人公の小説。
- 『雪の花』（吉村昭） 福井藩にて種痘に情熱を捧げた笠原良策（白翁）の小説。2025年に『雪の花 -ともに在りて-』として映画化。
- 『陽だまりの樹』（手塚治虫） 幕末を舞台にした漫画作品。お玉が池種痘所の設立についても詳細に描かれている。
- アン・ジャネッタ他『種痘伝来――日本の〈開国〉と知の国際ネットワーク』岩波書店、2013年12月19日。ISBN 978-4-00-025936-1
- 香西豊子『種痘という〈衛生〉- 近世日本における予防接種の歴史 -』東京大学出版会、2019年12月25日。ISBN 978-4-13-026609-3